# Hugh Hartwell
Hugh Kenneth Hartwell (* 18. Januar 1945 in Hamilton/Ontario) ist ein kanadischer Komponist und Musikpädagoge.

## Leben und Wirken
Hartwell studierte an der McGill University bei István Anhalt und an der University of Pennsylvania bei George Rochberg und George Crumb. Von 1971 bis 1976 unterrichtete er am Kirkland College in Clinton, New York, seitdem ist er Professor für Musiktheorie, Komposition und Jazz an der McMaster University. Von 1986 bis 1989 war er hier Leiter der Musikfakultät.
1986 wurden seine Waltz Inventions als eines von sechs repräsentativen Werken im Rahmen der Internationalen Jahres der kanadischen Musik im John F. Kennedy Center for the Performing Arts aufgeführt. Seit 1989 gehört er zu den Herausgebern der Canadian University Music Review, der Zeitschrift der Canadian University Music Society.

## Werke
- Matinée d'ivresse für Klarinette, Violine, Cello und Schlagzeug, 1966
- ALBA from 'Langue d'Oc'  für Chor, 1967
- Soul-Piece for 6 or 7 Players für Kammerensemble, 1967, 1969
- Acitoré für drei Holzbläser, Tuba, Klavier und Schlagzeug, 1968
- Piece for Piano, 1968
- How to Play Winning Bridge für Alt, Flöte, Viola und Schlagzeug, 1969
- Septet für drei Klarinetten, Horn und Streichtrio, 1969
- Kame'a für Kammerensemble, 1971
- 3 times III: an epigram, 1973
- Resta de dormi noia... für Sopran, Flöte und Klavier, 1974
- Sonata for Orchestra, 1975
- Waltz Invention für Violine und Klavier, 1977
- Refractions for Orchestra, 1979
- This Temple We Have Built für Mezzosopran, Bariton, Chor, Trompete, Horn, Posaune und Orgel, 1982
- March für Orchester, 1986
- Entrechoquez vos grenouillères, 2000
- Suns of silver, waves of pearl, 2002

| Personendaten    | Personendaten                           |
| ---------------- | --------------------------------------- |
| NAME             | Hartwell, Hugh                          |
| ALTERNATIVNAMEN  | Hartwell, Hugh Kenneth                  |
| KURZBESCHREIBUNG | kanadischer Komponist und Musikpädagoge |
| GEBURTSDATUM     | 18. Januar 1945                         |
| GEBURTSORT       | Hamilton, Ontario                       |